# Stráž u Chebu

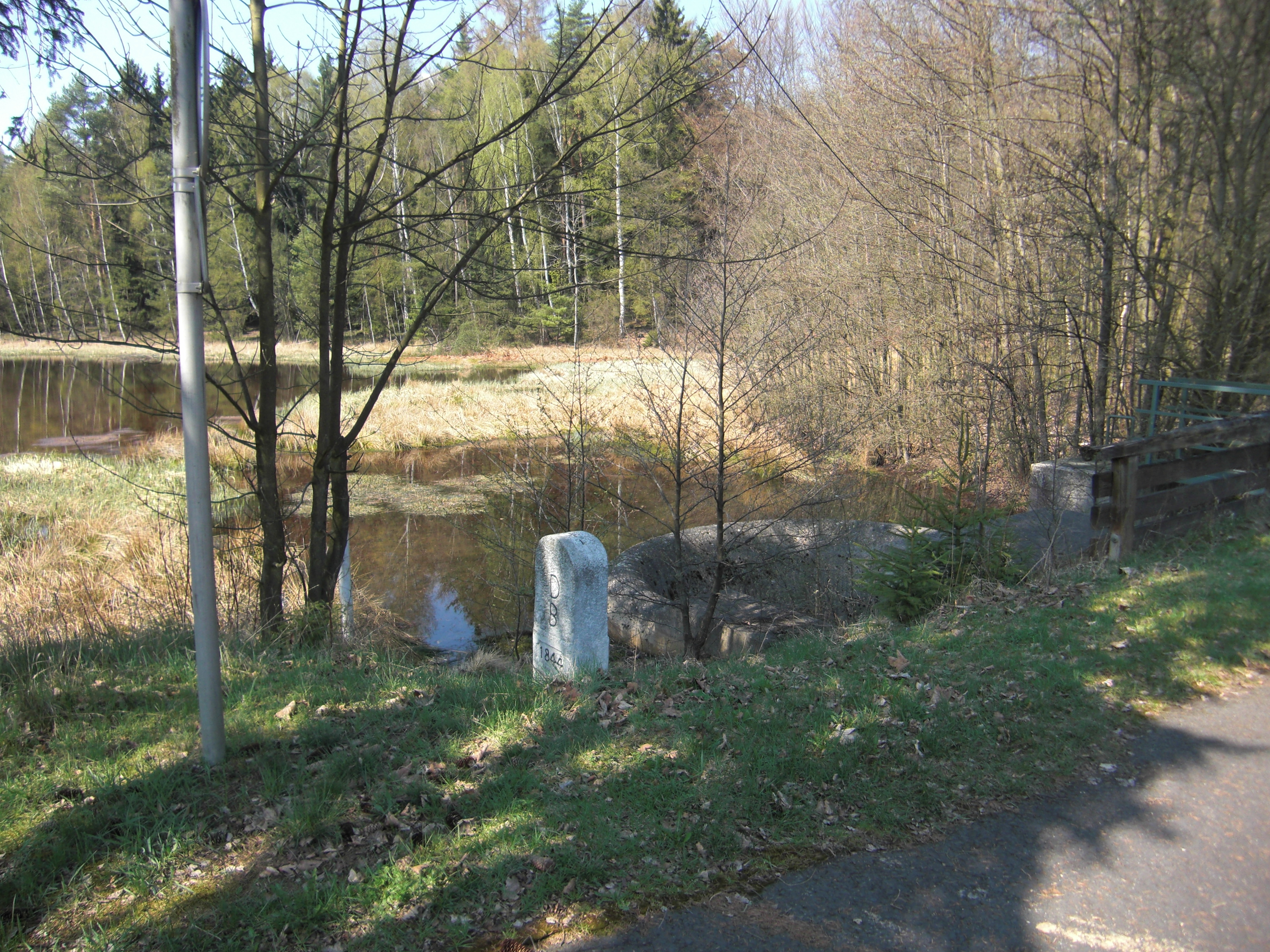
Siechenteich an der deutsch-tschechischen Grenze

Stráž u Chebu (deutsch Wies) ist eine Wüstung in Tschechien. Sie liegt fünf Kilometer südwestlich des Stadtzentrums von Cheb auf dem Kataster von Háje u Chebu im Okres Cheb. Bis 2007 befand sich an der Stelle des Dorfes die Grenzübergangsstelle Svatý Kříž.

## Geographie
Stráž u Chebu befand sich unmittelbar an der deutsch-tschechischen Grenze am Südrand des Svatokřížský les (Heiligenkreuzwald) im Fichtelgebirge. Das Dorf erstreckte sich linksseitig des Grenzbaches Lohbach/Tříselný potok entlang der Straße von Cheb nach Waldsassen. Am südwestlichen Ortsausgang liegt der Siechenteich. Nördlich erhebt sich der U Rozcestí (Zwiesel, 541 m), im Südosten der U Lomu (515 m), südlich der Mühlbühl (550 m), im Südwesten der Nachtbühl (515 m), die Pískoviště (516 m) und die Platte (577 m) sowie im Nordwesten der Šlingova Mýť (Schlindelhau, 549 m).
Nachbarorte waren Boden und Dolní Pelhřimov (Unterpilmersreuth) im Norden, Svatý Kříž (Heiligenkreuz), Podhrad (Pograth) und Hechtova Mýť (Hechthau) im Nordosten, Grégrův Dvůr (Gregerhof), Unter Wildenhof und Nový Hrozňatov (Neukinsberg) im Osten, Slapany (Schloppenhof) und Krásná Lípa (Schönlind) im Südosten, Egerteich, Schloppach und Hundsbach im Süden, Naßgütl, Wolfsbühl, Groppenheim und Schottenhof im Südwesten, Münchenreuth im Westen sowie Pechtnersreuth, Šlingova Mýť (Schlindelhau) und Horní Pelhřimov (Oberpilmersreuth) im Nordwesten.

## Geschichte
Nachdem die Egerer Bürgerin Barbara Stölzer 1748 an einem Baum in den Wiesen (V lukách) an der Reichsstraße von Eger nach Waldsassen vor der bayerischen Grenze ein Bildnis der Geißelung Christi anbringen lassen hatte, wurde dieses schnell zu einem Wallfahrtsziel. Im Jahre 1750 ließ der Egerer Magistrat eine Kapelle und ein Pfarrhaus erbauen. Bereits ein Jahr später wurde die Kapelle zur Wallfahrtskirche der Geißelung des Erlösers erweitert.
Bei der Kirche entstanden danach einige Häuser; im Jahre 1782 wurde die kleine Siedlung Wiesen erstmals erwähnt. Der Siechenteich an der Landesgrenze gehörte zu den Besitzungen des im Wald zwischen Wiesen und Heiligenkreuz gelegenen Siechenhauses. Seit 1797 ist in Wiesen eine eigene Schule nachweislich. Später wurde die Siedlung als Wies bezeichnet. Zwischen 1875 und 1905 wurde das alte Siechenhaus als Waisenhaus genutzt. Zur Pfarre Wies gehörten die Dörfer Schönlind, Schloppenhof und Heiligenkreuz sowie mehrere Einödhöfe.
Im 19. Jahrhundert wuchs Wies zu einem kleinen Dorf an, ab 1891 bildete es einen Ortsteil der Gemeinde Gehaag im Bezirk und Gerichtsbezirk Eger. 1899 entstand in Schloppenhof eine neue Schule, die auch die Wieser Kinder besuchten. 1905 ließ die Stadt Eger in Wies ein neues Waisenhaus errichten. Die örtliche Ausflugswirtschaft erfreute sich großer Beliebtheit, die Egerer Scharfschützen nutzten sie als Lokal für ihre Feiern.
Im Jahre 1930 bestand Wies aus 15 Häusern und hatte 104 Einwohner. Nach dem Münchner Abkommen wurde das Dorf 1938 dem Deutschen Reich zugeschlagen und gehörte bis 1945 zum Landkreis Eger. Nach dem Ende des Zweiten Weltkriegs kam Wies zur Tschechoslowakei zurück und die deutschsprachige Bevölkerung wurde vertrieben. Im Jahre 1948 erhielt das Dorf den tschechischen Namen Stráž u Chebu. Im selben Jahre wurde die Grenze zwischen der Tschechoslowakei und Deutschland geschlossen. Im Zuge der Errichtung des Eisernen Vorhangs wurde das Dorf mit Ausnahme der Kirche und des Gasthauses ab 1949 abgerissen. Die beiden letzten Gebäude wurden 1952 durch die Grenzwache gesprengt. Die letzten Ruinen von Wies wurden 1958 beseitigt.
Nordöstlich von Wies wurde am 27. Juni 2006 an der Straße nach Cheb ein Mahnmal für die Opfer am Eisernen Vorhang (Památník obětem železné opony) enthüllt. Es wurde im Auftrag der Stadt Cheb vom Bildhauer Antonín Kašpar und dem Architekten Jaroslav Šusta gestaltet.

## Wallfahrtskirche Geißelung Christi
Der gezimmerte einschiffige Bau mit Walmdach entstand 1750. Im Chor hinter dem Altar befand sich ein Baumstamm, von dem sich die Pilger wegen der zugeschriebenen heilenden Kräfte Späne mit nach Hause nahmen. Das führte dazu, dass der Wallfahrtsstätte bald der Verlust der Reliquie drohte. Schließlich wurden die Reste des Stammes in einem Blechbehältnis vor dem Zugriff der Pilger geschützt. Der unter der Kirche befindlichen Quelle wurde zudem Heilkraft gegen Erblindung nachgesagt.
Nach der Errichtung des Eisernen Vorhanges holten mit Bau der Grenzbefestigung beschäftigte Arbeiter im Herbst 1951 das Kruzifix aus der Kirche und warfen es in ein an der Grenzbarriere errichtetes Feuer. Nachdem die Christusfigur nicht verbrannte, hängten sie sie mit einer Stacheldrahtschlinge an die Grenzbefestigung. Angehörige der deutschen Grenzpolizei bargen den verkohlten Torso und übergaben ihn der Stiftsbasilika Waldsassen. 
Die Kirche wurde 1952 durch die Grenzwache gesprengt. Vier Tafeln mit Votivbildern aus der Kirche befinden sich im Museum in Franzensbad.

## Grenzübergang Svatý Kříž - Hundsbach
Nach dem Fall des Eisernen Vorhangs wurde die Straße zwischen Cheb und Waldsassen wieder für den grenzüberschreitenden Verkehr geöffnet. An der Stelle des devastierten Dorfes Stráž u Chebu wurde 1990 das tschechoslowakische Zollamt Svatý Kříž mit einer Gaststätte errichtet.